# Grottes de Bétharram
De grotten van Bétharram zijn een reeks grotten die gelegen zijn op de grens van de departementen Pyrénées-Atlantiques en Hautes-Pyrénées (in de regio's Nouvelle-Aquitaine en Occitanie).
Van hun (veelal toeristische) invloed profiteren de nabijgelegen gemeenten Asson, Lestelle-Bétharram (Pyrénées-Atlantiques) en Saint-Pé-de-Bigorre (Hautes-Pyrénées). Het is mogelijk de grotten te voet, per bootje of in een kleine trein te ontdekken.